# 面影ラッキーホール
面影ラッキーホール（おもかげラッキーホール）は、日本のファンクバンドである。現在はOnly Love Hurts名義で活動。

## 概要
1曲1曲が物語となるストーリーテリングの巧みさ、目を背けたくなるほどリアルな題材、歌謡曲の遺産を受け継ぐキッチュなメロディラインと高度な演奏技術は、一部ではカルト的な人気を持つ。
吉本隆明に「この人は上手すぎる程の物語詞の作り手だ」と評された他、道尾秀介・湯浅学・田口トモロヲ・大槻ケンヂ・町山智浩・宮藤官九郎・河原雅彦・森下くるみら、音楽よりもむしろ文学・演劇方面からの高評価を受けている。

## 来歴
1992年、ボーカル/作詞のaCKyとベース/作編曲のsinner-yangを中心に結成。aCKyはこれが生まれて初めて組んだバンドである。1993年から「面影ラッキーホール」と名乗る。バンド名は医療用ダッチワイフ「面影」と、80年代の風俗の仇花「ラッキーホール」を合わせたもの。この頃にaCKyは「面影」の製造元であるオリエント工業にコンタクトを取るも、全くリアクションがなかったという。初期は東京ロッカーズ〜東京ソイソースに連なる正調アンダーグラウンド的な音楽性にアジテーションというスタイルであったが、激しいメンバーチェンジを繰り返しながら、物語性の強い歌詞と、演歌・歌謡曲からヒップホップ・ファンクまでを脈絡なくカットアップするサウンドの独自のスタイルが出来上がる。
1996年11月にはインディーズ・レーベルから初の音源『メロ』をリリース。このアルバムのライブ会場売り限定特典には、上野の中東系密売人から仕入れた3000円分の偽造テレフォンカードが付属しており「買っても損しないアルバム」がキャッチ・フレーズであった。また、ジャケットには漫画・劇画のコレクターであるaCKyのアイデアで70年代劇画の巨匠・石井隆の絵を使用。伝手を頼って何とか本人に辿り着き、快諾を得るも表現者としての説諭を受けたという。このアルバムは朝日新聞文化面において「真剣な社会批判か？ あるいは壮大な冗談か？」と採りあげられた。
1997年にはソニー・ミュージックエンタテインメントと契約し、ファースト・アルバム（当初は「いろ」と名付けられる予定であった）を完成させる。ジャケットには前作同様aCKy のアイデアで官能劇画の大家・ケン月影にイラスト書き下ろしを依頼。しかし完成後に「歌詞もジャケットも全てが品位を欠くためリリース不可」とされ、協議の末に契約を解除。マスターテープとジャケットを譲り受ける。これらは一部改編を加え、1998年11月に徳間ジャパンコミュニケーションズから『代理母』として発売となる。しかし、またも発売直前に担当ディレクターが失踪する等、非常に難産のリリースであった。また、同作は98年発売ながら2010年7月のミュージックマガジン「ゼロ年代アルバムベスト100 邦楽編」にも選出されている。
1999年12月にはアルバム『音楽ぎらい』をリリース。このジャケットには昭和の絵師・上村一夫のイラストを使用している。遺作の版権を管理する上村の未亡人に絵の使用許可を求めて手紙と音源を送るが断られ、再度菓子折を持って訪ねたところ「あの音源を聴いてどんな怖い人達かと思ったら、丁寧で驚いた」と言われ快諾を得る。また「多くの方に生前の上村の劇画を誉めて頂くが、上村が生活の為に描いていた劇画には私は一切興味がなく、一度もまともに見た事がない。私にとっての上村はあくまで画家なのです」という夫人の言葉に大いに感銘を受ける。そして劇画を認めない夫人が「唯一これだけは好きだった」というイラストをジャケット用に借り受ける。
2000年頃からaCKyとsinner-yangのライブ嫌いと本業の多忙さ、さらには多趣味が高じ、自主的なライブを停止。学園祭等のオファーがあった時のみの活動となる。古着・古本・旧車・楽器といったヴィンテージ・コレクトに加え、時代はインターネット上での出会いの黎明期でもあり、また、目を転じると日本の文壇へのノワール小説上陸の加速期でもあり、「バンドなんかより面白い事が多すぎて」(aCKy)等の理由で非稼働の時代が続く。
2005年頃から徐々に活動再開。aCKyとsinner-yangのオリジナルメンバーと、90年代中後半から合流したsonech（キーボード）、中島カオリ（サックス）、田辺晋一（パーカッション）に加え、新たにギターに西村哲也（グランドファーザーズ）、光永巌（メトロファルス）。ドラムスに横銭ユージ（ビブラストーン）らが加わり、メンバーが固定する。
2006年7月P-VINEレコーズに移籍し、7年振りとなるシングル『パチンコやってる間に産まれて間もない娘を車の中で死なせた…夏』をリリース。帯に記載されたキャッチ・コピー「待たせてSorry」は、野村義男のデビューアルバムタイトルからの引用である。ジャケットは新井英樹の書き下ろし。最初期の代表作「ピロウトークタガログ語」の歌詞中に出るフィリピン女性の名前が“アイリーン”なら、新井英樹の初期代表作もフィリピン女性を主人公にした「愛しのアイリーン」であり、この奇跡的な偶然から生まれたコラボレーションであった。
2007年4月、perfumeをオープニングアクトに起用するという当時としては前代未聞のライブを青山CAYで行う。初期からのperfumeファンの間でもこのライブは伝説となっている。当日のあーちゃんのMCは『面影ラッキーホールさんに呼んでいただいたということで、リハも拝見させていただいたんですけど、すっごいですね！ 全部、生で弾いてるんですよ！』『(Perfumeは) 中田さんがいろいろやってくれとるといっても、再生ピで終わりじゃけぇ…』というものであった。また、この企画は当時のP-VINE担当者の発案によるもので、難色を示すsinner-yangを担当者が「（sinner-yangと同じ）広島出身の娘だから」、aCKyが「MCの訛りが面白いから」と説得して実現した。同年7月、フジロックフェスティバルに出演。
2008年8月、ライジングサンロックフェスティバルに出演。11月にリリースされたアルバム『Whydunit?』は、同年の雑誌『ミュージック・マガジン』において歌謡曲/ポップスの年間ベストアルバムに選出される。
2009年5月、テレビ東京系アニメ『夏のあらし!』主題歌シングル「あたしだけにかけて」をキングレコードからリリース。全13話が毎回歌詞違いでオンエアされるという企画であり、その抜粋版がシングル盤としてリリースされた。また、PVには当時仮出所中であった田代まさしが出演し、曲に合わせてリップシンクを行った。
2010年1月には、同年に直木賞を受賞する作家・道尾秀介の招きによって、aCKyとsinner-yangとの対談が行われ、ジェイムズ・エルロイ、ジャック・ケッチャム他ノワール小説談義に花が咲いた。（小説すばる2010年4月号掲載）
3月からコアマガジンのWEBマガジンVOBOでの連載「けだものだもの」がスタート。読者から寄せられる身の下相談にaCKyとsinner-yangが懇切に回答。しかも最後にはレコメンドの選曲をするというものであった。熟女の定義をグラフを用いて説明する「熟女グラフ」等、O.L.H.面目躍如たるこの連載は形を変え「my aim is true」という企画に引き継がれた。5月団鬼六逝去に際してコアマガジンよりsinner-yangに追悼文が依頼される。
6月にはアルバム「typical affair」をリリース。収録された「ゴムまり」は生々しい児童虐待が描かれており、今更ながらの賛否を呼んだ。前述の対談において道尾秀介は自作の中の登場人物を「物語の中で救ってあげなければと思う」と発言しており、「それに対するカウンターを務めなければ」という意識がこの歌詞を書かせたとaCKyは後のインタビューで語っている。また、同曲のPVには指輪ホテルの看板女優として90年代のアンダーグラウンド・カルチャーの象徴的存在であったを岡崎イクコが郊外のアラフォーのDQNを怪演。
2012年8月、アルバム『On The Border』をリリース。リード曲「おかあさんといっしょう」のPVには前作に続き岡崎イクコが出演。「くちにだしてね」は2011年6月スタートのBeeTVの番組『ユースケ＆ハマケンの会員制おもかげラヂオ』の主題歌に使用されたもの。この曲は当初一青窈からの依頼で書き下ろされたが「ディレクターの進め方が納得が行かなかったので曲を返してもらった。一青さんには申し訳なかった。」（sinner-yang）との事で自らの曲とした。9月、町山智浩のトークイベントにaCKyとsinner-yangがゲスト出演。古今東西の曲の歌詞と解釈をネタに大いに盛り上がりを見せた。9月にはナタリーの依頼でWEB企画「僕たちの選んだ山下達郎」にaCKyがコメントする。これを読んだ山下達郎本人から「曲も歌詞もよいが、特に詞が素晴らしい」とのメッセージが寄せられる。
2013年4月、「面影ラッキーホール」というバンド名を一般公募で改名することを発表。頭文字が「OLH」となる新名称を募集した。改名理由は以下の通り「だって犬ですら、名前から大体の犬種がわかるじゃん。ほら“ショコラ”だ“ヴァニラ”みたいなスイーツ系だと『ああ、キャバ嬢の飼ってるロングコートチワワだな』って、飼い主の職業までプロファイルできちゃう。ましてや、面影ラッキーホールじゃあまりにも情報多すぎるでしょ」（sinner-yang）。　改名直前には一度だけ、プリンスさながらに「the artist formerly known as 面影ラッキーホール」としてシークレットライブを行った。
10月14日、『Only Love Hurts』へ改名。
2014年1月、壇蜜主演・河崎実監督の映画『地球防衛未亡人』の主題歌「愛のキサナドゥ」を書き下ろす。元々は「愛のブラック・ホール」というタイトルであったが、映画サイドより「ブラック企業と似た響きなのでやめてほしい」とリクエストされ、歌詞変更する。
2015年1月、彼らの曲をメインに構成した歌謡ファンク喜劇『いやおうなしに』が上演された。演出：河原雅彦　脚本：福原充則　出演：古田新太/小泉今日子/ 高畑充希/三宅弘城/高田聖子/山中崇/政岡泰志/駒木根隆介/三浦俊輔/高山のえみ/ 田口トモロヲ。公演は神奈川、埼玉、大阪、名古屋、仙台、東京の6か所、2か月に亘っておこなわれ、全国のべ3万人を動員。猥雑なストーリーに1幕を待たずに席を立つ観客が続出し、（退出の最速記録は、開演前に流れるO.L.H.の曲を聴いた瞬間）賛否両論を巻き起こした。WOWOW「勝手に演劇大賞2015」を受賞の他、高畑充希が「第23回読売演劇大賞」女優賞を受賞。2016年2月帝国ホテル孔雀の間で行われた「読売演劇大賞」贈賞式では、プレゼンターに高円宮妃を迎えた厳格な雰囲気の中、「愛のブラックホール」の映像が歌詞付きで流れ、aCKy & sinneryangが俯く姿が見られた。
2020年8月24日、sonech死去。

## メンバー
結成からのオリジナル・メンバーは、aCKyとsinner-Yangのみ。初期はメンバーが非常に流動的であり、音源やライブごとに参加ミュージシャンが違っている。1998年〜2000年はギタリストが固定されておらず、その間に録音された「代理母」、「音楽ぎらい」ではsinner-yangがほとんどのギターパートを弾いている。2005年以降はほぼ下記のメンバーで固定。
- Vo: aCKy
- B: Sinner-Yang
- Key: sonech
- Ds: 横銭ユージ（ex.ビブラストーン）
- Per: 田辺晋一
- Gt: 西村哲也（ex.グランドファーザーズ）
- Gt: 光永巌（ex.メトロファルス）
- Cho: フミコ
- T-Sax: 中島カオリ
- Tb: SASUKE
- Tp: 小澤篤士
- A-sax: 岡村トモ子
- Cho: まゆか

かつて在籍したメンバー（一部のみ）
- Gt: 高橋カヅヲ　1992〜1995
- Gt: 奥村大　1992〜1997
- Gt: 松浦一英　1995〜2000
- Gt: 木原宙　1998〜2000、2013〜
- Cho: K菜　1993〜2000
- Ds: 須藤直哉　1994〜1996
- Ds: 本田太郎　1995〜2000
- Per: ミチコ　1995〜1997
- A-Sax: 岩ちゃん　1992〜1995
- Tp/Cho: フミエ 1995〜2005
- Tp: カズヨ　2005〜2007
- Cho: カオル　2005〜2013
- Tb: アヅサ  2006〜2007

## ディスコグラフィー

### アルバム
- 「メロ」（1996年11月27日）
インディーズでのリリース作品。
  1. 今夜、巣鴨で
  2. 必ず同じところで
  3. ピロウトークタガログ語
  4. 本気って書いてマジ(本モノってそれはハジ？)
  5. ひとり暮らしのホステスが初めて新聞をとった
  6. あんなに反対してたお義父さんにビールをつがれて
  7. ラヴ ボランテイア
  8. ピロウトークタガログ語(REMIX)

東京(じゃ)ナイトクラブ(は)（ボーナス・トラック）
- 「いろ」（発売中止）
ソニー・ミュージックエンタテインメントから発売される予定であったが、歌詞に問題ありというソニー・ミュージック側の自主規制により発売中止。これによりバンド自体もレコード会社を移籍する事になる。
- 「代理母」（1998年11月21日）
発売中止になった「いろ」に数曲を加えたもの。カバーイラストはケン月影。
  1. 好きな男の名前 腕にコンパスの針でかいた
  2. あんなに反対してたお義父さんにビールをつがれて
  3. 俺のせいで甲子園に行けなかった
  4. おんなの線路標（みちしるべ）
  5. 必ず同じところで
  6. 夜のみずたまり
  7. 金曜日の天使（近田春夫のバンド、ビブラストーンのカバー）
  8. 今夜、巣鴨で
  9. たまプラーザ海峡
  10. ピロウトークタガログ語
  11. 小さなママに
  12. 虹色のファンファーレ〜必ず同じところで（ライブバージョン フロム 映画『ブルース・ハープ』）
- 「音楽ぎらい」（1999年12月22日）
カバーイラストは上村一夫。
  1. 温度、人肌が欲しい
  2. ひとり暮らしのホステスが初めて新聞をとった
  3. 給料日さん
  4. 100万人のポルノスター
  5. おらんだ花嫁
  6. 東京(じゃ)ナイトクラブ(は)
  7. 54日間、待ちぼうけ
  8. 360°ノーマル
  9. 好きな男の名前 腕にコンパスの針でかいた 2000
  10. 男ののど自慢
- 「Whydunit?」（2008年11月7日）P-VINE
  1. あの男(ひと)は量が多かった
  2. いっちまったら
  3. 私が車椅子になっても
  4. あたしゆうべHしないで寝ちゃってごめんね
  5. パチンコやってる間に産まれて間もない娘を車の中で死なせた…夏
  6. 中に出していいよ、中に出してもいいよ
  7. コレがコレなもんで
  8. おみそしるあっためてのみなね
- 「ティピカル・アフェア」（2011年6月8日）P-VINE
  1. ラブホチェックアウト後の朝マック
  2. セカンドのラブ
  3. ゆびきり
  4. ゴムまり (music video 制作楽曲 出演:岡崎イクコ 監督:手塚一紀)
  5. 背中もよう
  6. 今夜、悪魔は天使に負けない
  7. あたしだけにかけて（feat.後藤まりこ）
  8. 涙のかわくまで
  9. SO-SO-I-DE（LIVE at O-EAST）
- 「on the border」（2012年8月15日）P-VINE
裏ジャケットは井上三太。
  1. コモエスタNTR
  2. おかあさんといっしょう  (music video 制作楽曲 出演:岡崎イクコ 監督:手塚一紀)
  3. 制服で待っていて
  4. くちにだしてね
  5. ベジタブルぶる〜す
  6. wet
  7. 北関東の訛りも消えて
  8. 四つん這いスウィーツ
  9. レス春秋
- 「グレイテスト・ヒッツ !! 〜UPDATED 面影ラッキーホール〜」(2015年1月14日)P-VINE
再録ベストアルバム。ジャケットは安齋肇。
  1. 俺のせいで甲子園に行けなかった
  2. 今夜、巣鴨で
  3. あんなに反対してたお義父さんにビールをつがれて  (music video 制作楽曲 出演:中坪由紀子 監督:手塚一紀)
  4. 好きな男の名前腕にコンパスの針で書いた
  5. ピロウトークタガログ語
  6. 必ず同じところで
  7. 給料日さん
  8. パチンコやってる間に産まれて間もない娘を車の中で死なせた…夏
  9. あたしだけにかけて
  10. 愛のブラックホール(unreleased)
  11. 小さなママに(bonus track unreleased)

### シングル
- 「パチンコやってる間に産まれて間もない娘を車の中で死なせた…夏」（2007年7月6日）P-VINE
  1. パチンコやってる間に産まれて間もない娘を車の中で死なせた…夏
  2. おみそしるあっためてのみなね
  3. パチンコやってる間に産まれて間もない娘を車の中で死なせた…夏(オリジナルカラオケ)
  4. おみそしるあっためてのみなね(オリジナルカラオケ)
  5. 今夜、巣鴨で(live at 芝浦工業大学 05/11/4)
  6. 俺のせいで甲子園に行けなかった(live at O-East 06/10/8)
  7. 夜のみずたまり(live From NHK-FM LIVE BEAT 05/2/24)
- 「あたしだけにかけて」（2009年5月13日）KING RECORDS / STAR CHILD
  1. あたしだけにかけて feat.後藤まりこ（ミドリ） テレビ東京系アニメ「夏のあらし!」主題歌。PVに田代まさしが出演したことでも話題になった。
  2. SO-SO-I-DE
  3. あたしだけにかけて(オリジナルカラオケ)
  4. SO-SO-I-DE(オリジナルカラオケ)
- 「愛のキサナドゥ〜地球防衛未亡人のテーマ〜」（2014年1月29日）P-VINE
配信限定シングル。映画『地球防衛未亡人』主題歌。
  1. 愛のキサナドゥ〜地球防衛未亡人のテーマ (Full size ver.)
  2. 愛のキサナドゥ〜地球防衛未亡人のテーマ (Movie ver.)

### DVD
- 「面影ラッキーホールの流出!!!-マニア所蔵、お宝映像-」（2006年6月22日）
結成直前から2005年までのライブや関連映像を収録した非公式盤。メンバーは資料提供ののみで制作には関わっていない。ほとんどが家庭用ビデオカメラによって個人的に撮影された非常にラフな映像である。某公共放送局の某長寿番組の映像が（モザイクはかけられているものの）入っているパートなどがある。ライブ会場などのみで限定販売。題字はファンで知られる森下くるみ。
  1. 「百万人のポルノスター」(92')
  2. 「リハシーン」(93')
  3. 「そして、スカートめくりは続く」〜「8掛け一万円」〜「ピロウトークタガログ語」(93')
  4. 「N×Kのど×慢」(94')
  5. 「自殺ネタ」〜「死にたいヤツは死ね（因果、津軽クリスタル）」(94')
  6. 「本気って書いてマジ」(94')
  7. 「オープニング」〜「グッドナイトベイビー」〜「テーマ」〜「今夜、巣鴨で」(96')
  8. 「改名披露」(96')
  9. 「今夜、巣鴨で」〜「一人暮らしのホステスが初めて新聞をとった」(97')
  10. 「好きな男の名前腕にコンパスの針でかいた」〜「俺のせいで甲子園に行けなかった」(97')
  11. 「たまプラーザ海峡」(97')
  12. 「MC」〜「夜の水たまり」〜「あんなに反対してたお義父さんにビールを注がれて」(02')
  13. 「何でもスライドコーナー」(04')
  14. 「おんなの 線路標」(04')
  15. 「今夜、巣鴨で」〜「温度、人肌が欲しい」〜「必ず同じところで」(05')

### 参加作品
（面影ラッキーホールないしはOnly Love Hurtsを明示して参加したもののみ）
- 「HOW TO BE BIG」（1997年12月12日）
自身のレーベル「面影観光」のプロデュースによる矢沢永吉のトリビュート・アルバム。サエキけんぞう、會田茂一、三上寛などが参加。「さめた肌」に面影ラッキーホール自身として、田口トモロヲによる「止まらない Ha〜Ha」に演奏として参加。
- UNDERGROUND SEARCHLIE「スケキヨ」（1998年4月22日）
大槻ケンヂによるソロ・プロジェクトのミニ・アルバム。面影観光として、筋肉少女帯の本城聡章が作曲した「ワインライダー・フォーエバー」に、プロデュース及び演奏として参加。
- 川村結花「home again」（2000年4月19日）
SMAP「夜空ノムコウ」などの作曲を手がけた川村結花のオリジナル・アルバム。ACKYが楽曲「だんだんだめになっていく」の歌詞を提供。
- 川上次郎「BON」（2000年11月30日）
元・KUSU KUSUのボーカル・川上次郎のアルバム。コーラスとして参加。
- フィンガー5「学園天国★Re Mix天国!!」（2001年8月22日）
フィンガー5の代表曲をリミックスしたアルバムの2曲目「学園天国〜SONeY from 面影ラッキーホール〜」に、キーボードのSONeYが参加。
- 川上次郎「love is strong 」（2006年10月18日）
コーラスとして参加。
- 大西ユカリ「ニガイナミダが100ℓ」（2013年10月2日）
表題曲「ニガイナミダが100ℓ」を含む4曲をaCKyが作詞。

## 出演映画
- 三池崇史監督作品「ブルース・ハープ」
劇中での歌は「代理母」に収録されている。
- 田口トモロヲ監督作品「アイデン＆ティティ」